# Oreonetides rotundus
Oreonetides rotundus là một loài nhện trong họ Linyphiidae.
Loài này thuộc chi Oreonetides. Oreonetides rotundus được James Henry Emerton miêu tả năm 1913.